# Udea indistinctalis
Udea indistinctalis is een vlinder uit de familie van de grasmotten (Crambidae), uit de onderfamilie van de Spilomelinae. De wetenschappelijke naam van deze soort is voor het eerst voorgesteld door William Warren in een publicatie uit 1892.

## Verspreiding
De soort komt voor in Canada en het westen van de Verenigde Staten.

## Ondersoorten
- Udea indistinctalis indistinctalis Warren, 1892
- Udea indistinctalis johnstoni Munroe, 1966